# Route 68 (Manitoba)
La Route 68 (PTH 68) est une route provinciale ouest / est de la région de Parkland et d'Interlake au Manitoba.
La route 68 débute à l'intersection avec la route 5 à l'est de Sainte-Rose du Lac et prend fin à l'intersection avec la route 8 au sud de Riverton. Entre sa jonction avec la route 6 à Eriksdale et son terminus ouest, la route fait partie de la Northern Woods and Water Route. L'un des segments les plus notables de la route est le pont au-dessus du Lac Manitoba à The Narrows,.

## Intersections majeures
| Division                | Ville              | km     | Destinations                                                  | Notes                                                             |
| ----------------------- | ------------------ | ------ | ------------------------------------------------------------- | ----------------------------------------------------------------- |
| No. 17                  | Sainte-Rose du Lac | 0,00   | PTH-5 (Parks Route) – Dauphin, Neepawa                        |                                                                   |
| No. 17                  |                    | 23,10  | PR 278 sud – Amaranth                                         | Terminus nord de la PR 278                                        |
| No. 17                  | Eddystone          | 30,90  | PR 481 nord – Crane River                                     | Terminus sud de la PR 481                                         |
| Limite No. 17–No. 18    | The Narrows        | 68,40  | Traverse le Lac Manitoba                                      | Traverse le Lac Manitoba                                          |
| No. 18                  |                    | 79,30  | PR 325 nord – Ashern                                          | Terminus sud de la PR 325                                         |
| No. 18                  |                    | 126,80 | PTH-6 nord – Ashern, Thompson, Grand Rapids                   | Terminus ouest du multiplex avec la PTH-6                         |
| No. 18                  | Ericksdale         | 137,40 | PTH-6 sud – Warren, Winnipeg PR 417 ouest – R.I. Dog Creek    | Terminus est du multiplex avec la PTH-6 Terminus est de la PR 417 |
| No. 18                  |                    | 155,40 | PR 512 sud – Chatfield                                        | Terminus nord de la PR 512                                        |
| No. 18                  | Poplarfield        | 175,90 | PTH-17 – Fisher Branch, Teulon                                |                                                                   |
| No. 18                  |                    | 198,40 | PR 233 nord – Vidir                                           | Terminus sud de la PR 233                                         |
| No. 18                  | Arborg             | 203,40 | PTH-7 sud – Teulon, Winnipeg                                  | Terminus nord de la PTH-7                                         |
| No. 18                  | Arborg             | 204,00 | PR 326 nord (Main Street)                                     | Terminus sud de la PR 326                                         |
| No. 18                  |                    | 218,20 | PTH-8 (Veterans Memorial Highway) – Riverton, Gimli, Winnipeg |                                                                   |
| - Terminus de multiplex |                    |        |                                                               |                                                                   |